# Laudenbach (Bawaria)
Laudenbach – miejscowość i gmina w Niemczech, w kraju związkowym Bawaria, w rejencji Dolna Frankonia, w regionie Bayerischer Untermain, w powiecie Miltenberg, wchodzi w skład wspólnoty administracyjnej Kleinheubach. Leży w Odenwaldzie, około 8 km na północny zachód od Miltenberga, nad Menem, przy drodze B469 i linii kolejowej Aschaffenburg – Aalen.

## Zabytki i atrakcje
- zamek Laudenbach
- park zamkowy
- mamutowiec olbrzymi w parku zamkowym

## Oświata
(na 1999)

W gminie znajduje się szkoła podstawowa i Hauptschule.